# 牛絞肉

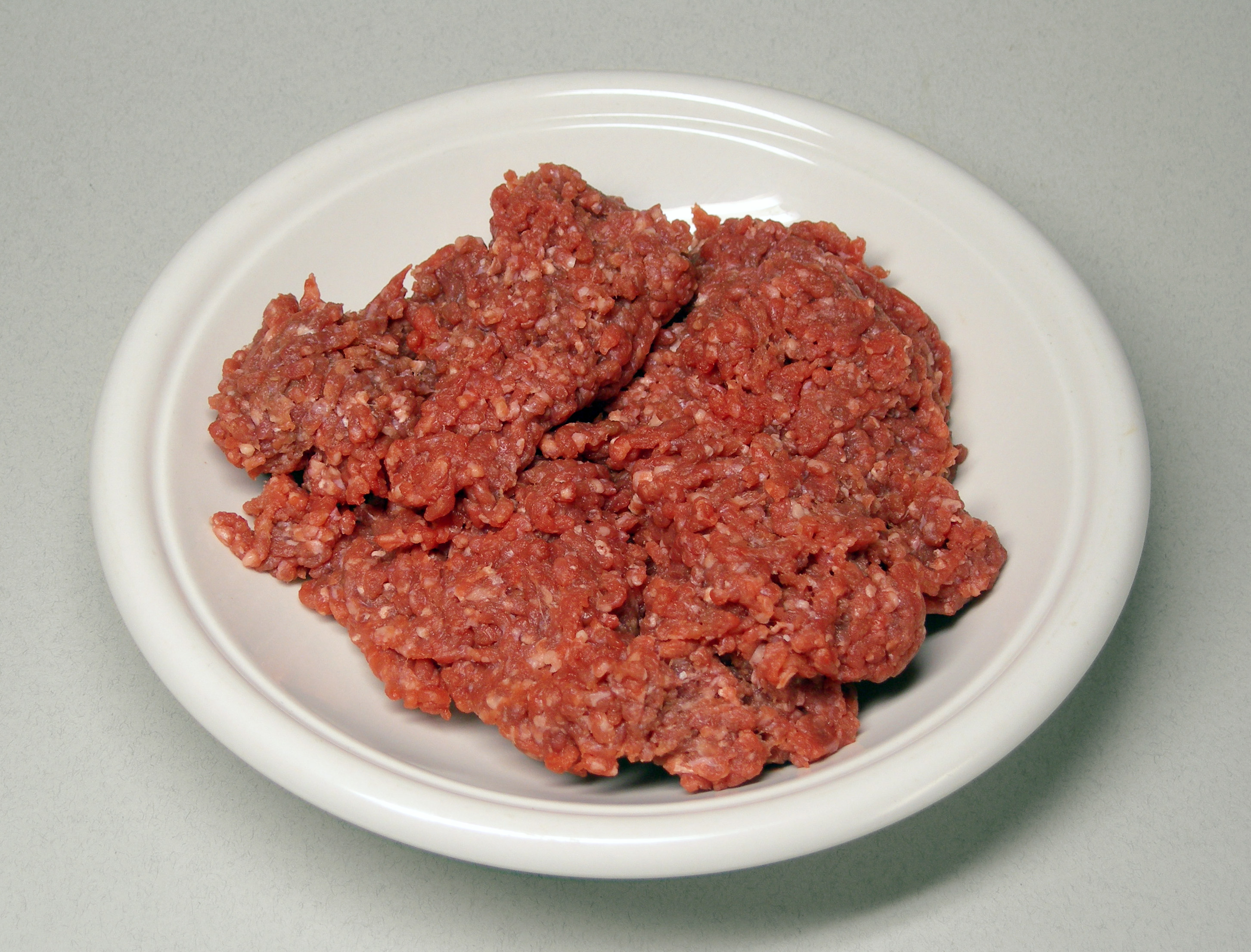
汉堡肉

牛絞肉，又稱為免治牛肉，是一種已經絞成肉碎的牛肉。

## 供應
通常是用比較不軟嫩、不受歡迎的便宜牛肉製成的。因為在市場上供應的免治牛肉是一種肉碎，消費者難以分辨肉類的來源以及肉類的成分，由於牛肉的售價比豬肉昂貴，於是有商家在免治牛肉混入豬肉等其他肉類，此種行為被質疑是欺騙消費者。